# Punisher: War Zone
Punisher: War Zone (conocida en España como Punisher 2: Zona de guerra y en Hispanoamérica como Punisher: Zona de guerra) es una película del 2008. Es la tercera adaptación al cine del personaje de Marvel Cómics The Punisher. Originalmente iba a ser una secuela de la película The Punisher (2004), pero por conflictos creativos por parte de la estrella Thomas Jane y el director Jonathan Hensleigh y Marvel, estos dos primeros dejan a un lado el proyecto, convirtiéndolo así en una nueva adaptación del personaje al cine, además es la primera película Marvel con el sello de Marvel Knights. A diferencia de la película del 2004 ésta es un tanto más apegada a las características del personaje en un ambiente un tanto más Noir y con un nuevo protagonista, Ray Stevenson como el Castigador y Dominic West como el villano Jigsaw.

## Trama
Frank Castle (Ray Stevenson), quien por ahora ha sido el Castigador durante cinco años, asaltó a la fiesta de jefe de la mafia Gaitano Cesare, asesinando brutalmente a todos los presentes. Billy Russoti (Dominic West) se escapa a su escondite en la planta de reciclaje, y los detectives Martin Soap (Dash Mihok) y  Saffiotti (Tony Calabretta), que estaban vigilando la fiesta, informaron a Castle. Castle se infiltra en el escondite de Russoti, y tras un breve tiroteo, Russoti es arrojado a una máquina trituradora de vidrio que lo deja horriblemente desfigurado. Russoti es llevado a un cirujano plástico que lo opera, pero más adelante, al ver su espantosa apariencia, se refiere a sí mismo como Jigsaw, porque los puntos de sutura en su rostro se asemejan a las piezas de un rompecabezas. Castle, quien se esconde detrás del cuerpo de Nicky Donatelli (Romano Orzari), descubre que Donatelli era en realidad un agente encubierto. 
El agente Paul Budiansky , socio del agente fallecido, se une al "Equipo de Tareas Castigador" de la policía de Nueva York, asociado con Soap para ayudar a llevar ante la justicia a Castle. Mientras tanto, Jigsaw libera a su hermano demente y caníbal "Loony Bin Jim" (Doug Hutchison). 
Angustiado por matar al agente, Castle intenta curar a la mujer de Donatelli, Angela , sin ningún resultado. Castle amenaza con retirarse del negocio de los vigilantes, pero su armero,  Microchip (Wayne Knight), le obliga a reconsiderarlo, diciéndole que Jigsaw perseguirá a la familia de Donatelli por venganza. Jigsaw, Loony Bin Jim, y dos matones, Tinta y Pittsy, irrumpen en la casa de Donatelli y toman a la familia como rehenes. El Castigador sigue la pista de Maginty (T.J. Storm), un conocido socio de Jigsaw, ejecutándole después de extraerle la información antes de ser detenido por Budiansky y Soap. Castle le dice que Jigsaw fue después de la familia de Donatelli, y Budiansky envía una patrulla para comprobar la casa de Donatelli, con la intención de convertirse en el Castigador.  Cuando el coche patrulla no responde, Budiansky comprueba en la casa,  donde es capturado por Tinta y Pittsy. Soap libera al Castigador, que mata a Tinta y Pittsy antes de llevar a la esposa y la hija de Donatelli fuera. 
Budiansky a continuación arresta a Jigsaw y Loony Bin Jim después de un tiroteo breve. Jigsaw y su hermano tratan con el FBI para su liberación al entregar a Cristu Bulat (David Vadim), que era el contrabandista implicado en la venta de un arma biológica destinada a terroristas árabes en Queens, Nueva York. A los hermanos les es concedida la inmunidad, además de los $12 millones que Bulat estaba pagando para usar el puerto de Jigsaw, y un archivo en Micro. Ellos toman a Microchip como rehén, matando a su madre en el proceso.
Ellos una vez más, toman como rehenes a los Donatellis, tras lesionarse críticamente Carlos, el asociado de Micro, a quien Castle había dejado para protegerlos. Castle llega tarde a la guarida para encontrar pruebas de su robo y ve herido de gravedad a Carlos. Jigsaw se aloja en el hotel Bradstreet, la contratación de un pequeño ejército privado de los criminales. Castle pide ayuda a Budiansky, que informa al padre de Cristu, Tiberiu Bulat (Aubert Pallascio), de donde se encuentra Jigsaw.  Los matones de Tiberiu inician un tiroteo en el vestíbulo del hotel, ofreciendo a Castle una distracción. Castle entra por una ventana del segundo piso, lo que lleva a un tiroteo con pistoleros a sueldo de Jigsaw. Después, Loony Bin Jim enfrenta a Castle en combate cuerpo a cuerpo, pero dándose cuenta de que probablemente no va a sobrevivir a la pelea, Jim huye. Castle le persigue y se enfrenta a él y Jigsaw, que están llevando a Micro y a Grace Donatelli a punta de pistola. Jigsaw da a Castle a elegir: Si Frank dispara a Micro, Jigsaw deja a los demás en libertad. Microchip valientemente ofrece su vida para salvar a la chica, pero Castle decide dispararle a Loony Bin Jim. Como resultado, Jigsaw mata a Micro. Enfurecido por la pérdida de su compañero, Castle ataca a Jigsaw, y finalmente lo empala con una barra de metal y lo lanza a un incendio. Mientras Jigsaw muere quemándose vivo, Castle tranquilamente le dice:  "Esto es sólo el comienzo." En el exterior, Angela perdona Castle, quien despide a Budiansky y la familia Donatelli. Mientras que Castle y Soap salen juntos, Soap intenta convencer a Castle a renunciar a su condición de vigilante después de haber "matado a todos los criminales en la ciudad."  Soap sin embargo cambia de opinión cuando es atacado por un asaltante asesino que rápidamente se convierte en otra víctima del Castigador.

## Reparto
- Ray Stevenson como Frank Castle / El Castigador.

- Dominic West como Billy Russoti / Billy el Guapo, el villano de la película que busca vengarse del Castigador tras dejarlo horriblemente desfigurado, originalmente se pensó en el actor británico Paddy Considine para el papel.

- Julie Benz como Angela Donatelli, como la esposa de Nick Donatelli, el agente del FBI, que es asesinado accidentalmente por Castle.

- Colin Salmon como El Agente del FBI Paul Budianski, agente que investiga al castigador.

- Wayne Knight como Linus Liberman / Microchip.

- Dash Mihok como El Detective Martin Soap, un detective que acompaña a al agente Budianski.

- Doug Hutchison como Looney Bin Jim, el hermano de Billy.

## Crítica
En la página web Rotten Tomatoes le da un índice promedio de 27%, con una calificación de 4.2/10, sobre la base de una suma de 101 reseñas. En IMDb se le da una calificación de 6/10 y en Metacritic obtiene una puntuación de 30/100.